# キリストの洗礼 (ティツィアーノ)
『キリストの洗礼』（キリストのせんれい、伊: Il Battesimo di Cristo, 英: The Baptism of Christ）は、イタリアの盛期ルネサンスのヴェネツィア派の巨匠ティツィアーノ・ヴェチェッリオが1511年から1512年ごろに制作した絵画である。油彩。主題は『新約聖書』「マタイによる福音書」、「マルコによる福音書」、「ルカによる福音書」、「ヨハネによる福音書」で言及されているヨルダン川でのイエス・キリストの洗礼から取られている。ティツィアーノの初期作品の1つで、保存状態は良好。現在はローマのカピトリーノ美術館に所蔵されている。

## 主題
イエス・キリストの洗礼は『新約聖書』「マタイによる福音書」3章、「マルコによる福音書」1章、「ルカによる福音書」3章、「ヨハネによる福音書」1章で言及されている。それによると、洗礼者ヨハネはラクダの毛皮を身にまとい、蝗と蜜を食しながら荒野で暮らした。人々は洗礼者ヨハネこそメシアではないかと考えてイスラエル全土から彼を訪れ、罪を告白し、ヨルダン川で洗礼を受けた。しかしイエスが洗礼を受けに訪れると、洗礼者ヨハネは自分こそがあなたから洗礼を受けるべきであると言ったが、イエスに乞われたため、ヨハネはイエスに洗礼を行った。洗礼を受けると、イエスは天が割れて、鳩の姿をした聖霊が自身の上に舞い降りるのを見た。またイエスは天から「これはわたしの愛する子であり、わたしの心に適う者である」という声が響くを聞いた。

## 作品
ティツィアーノは森の中を流れるヨルダン川のほとりを舞台とし、洗礼者ヨハネによるキリストの洗礼を描いている。洗礼者ヨハネは画面左の岸辺にひざまずき、右手をキリストの頭上に伸ばして洗礼を行っている。画面中央のキリストはヨルダン川の流れの中に入り、両手を合わせながら上半身を前にかがんで洗礼を受けている。彼の頭上には白い閃光の形をとった聖霊が降臨している。キリストの背後の野原には、混乱して逃亡する人物や動物の死骸に群がるハゲワシなどの細部が描かれている。画面右下には発注者であるスペイン出身の商人ジョバンニ・ラム（Giovanni Ram）の姿があり、洗礼の目撃者として描かれている。洗礼者ヨハネはラムの守護聖人である。ティツィアーノは画面左上から右下の対角線上に各人物を配置している。
本作品ではジョルジョーネの絵画で賞賛されていた牧歌的魅力は軽減されている。ジョバンニ・ラムの恍惚としたような身振りはこの印象を助長している。
風景の細部と絵画技法は『聖愛と俗愛』（Amor sacro e Amor profano）、『人生の三つの時代』（Tre età dell'uomo）、『ノリ・メ・タンゲレ』（Noli me tangere）など、相互に関連する一連の作品群に属している。 また聖ヨハネは『人生の三つの時代』に登場する裸体の羊飼いと同じモデルを使用して描かれたと考えられている。

### 帰属
ルネサンス期のヴェネツィアの美術史家・美術収集家マルカントニオ・ミキエルは1531年にジョバンニ・ラムの邸宅で本作品を見た際にティツィアーノの作品と見なした。イタリアの美術評論家ジョヴァンニ・バティスタ・カヴァルカゼルとイギリスの美術史家ジョゼフ・アーチャー・クロウはマルカントニオ・ミキエルの見解を拒否し、パリス・ボルドーネに帰属したが、ジョヴァンニ・モレッリはティツィアーノに再帰属している。

## 来歴
絵画は16世紀末までラム家のもとに残っていたらしいが、1624年までにはローマの枢機卿カルロ・エマヌエーレ・ピオ・ディ・サヴォイアのコレクションに加わっていた。1750年にジルベルト・ピオ・ディ・サヴォイア（Prince Gilberto Pio di Savoia）によってローマ教皇ベネディクト14世に売却された。

## ギャラリー
ディテール

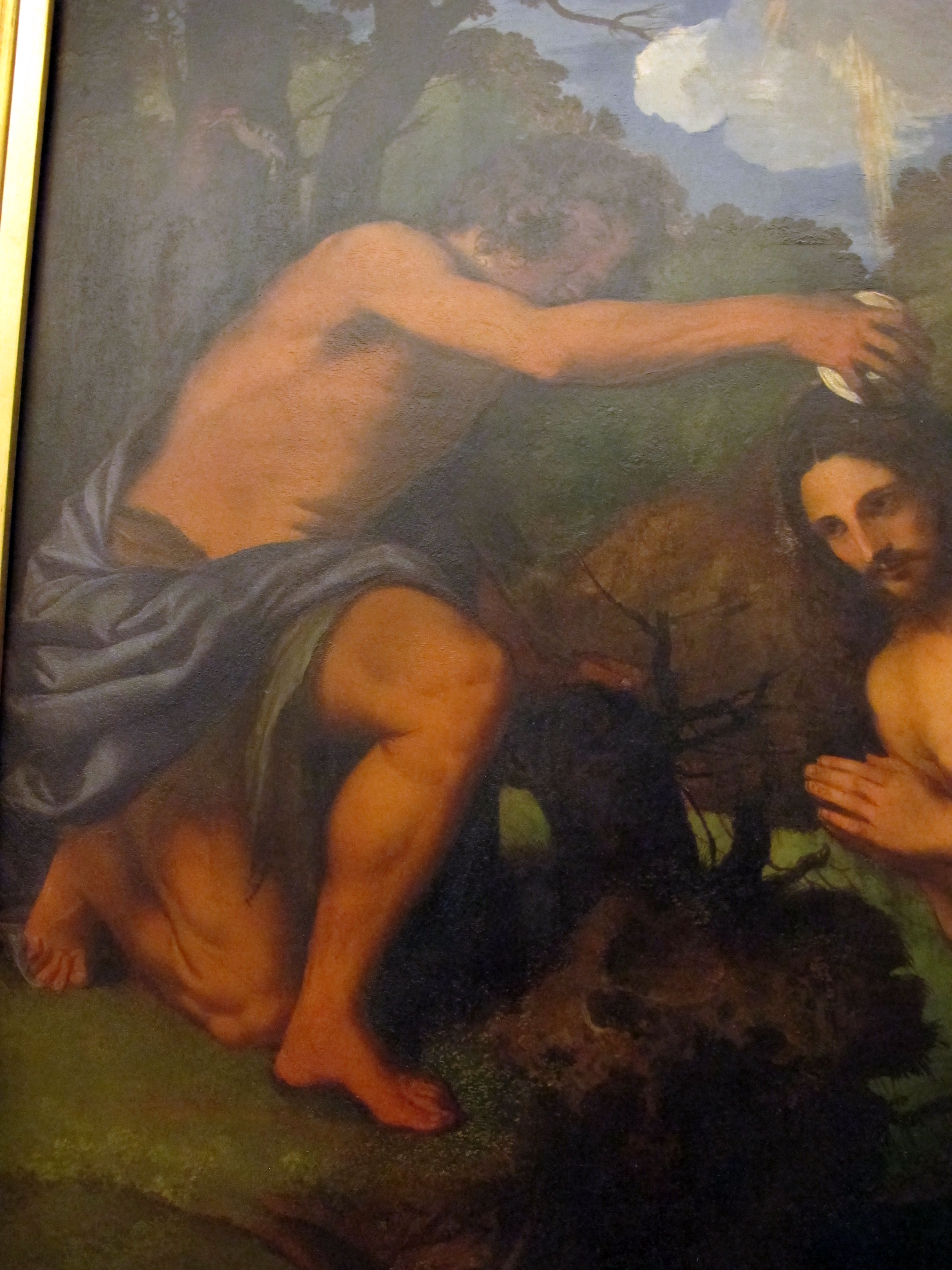
洗礼者聖ヨハネ
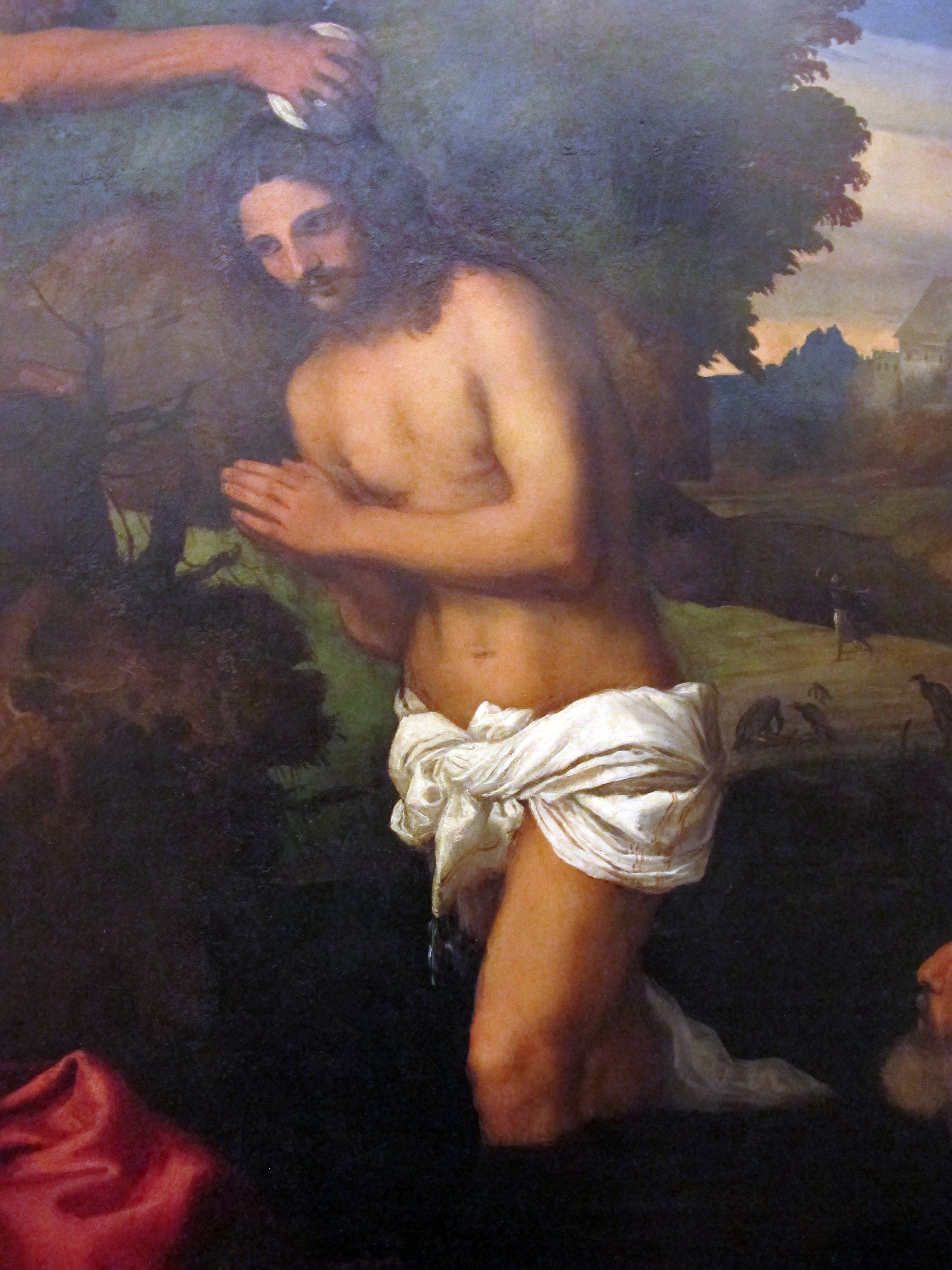
イエス・キリスト
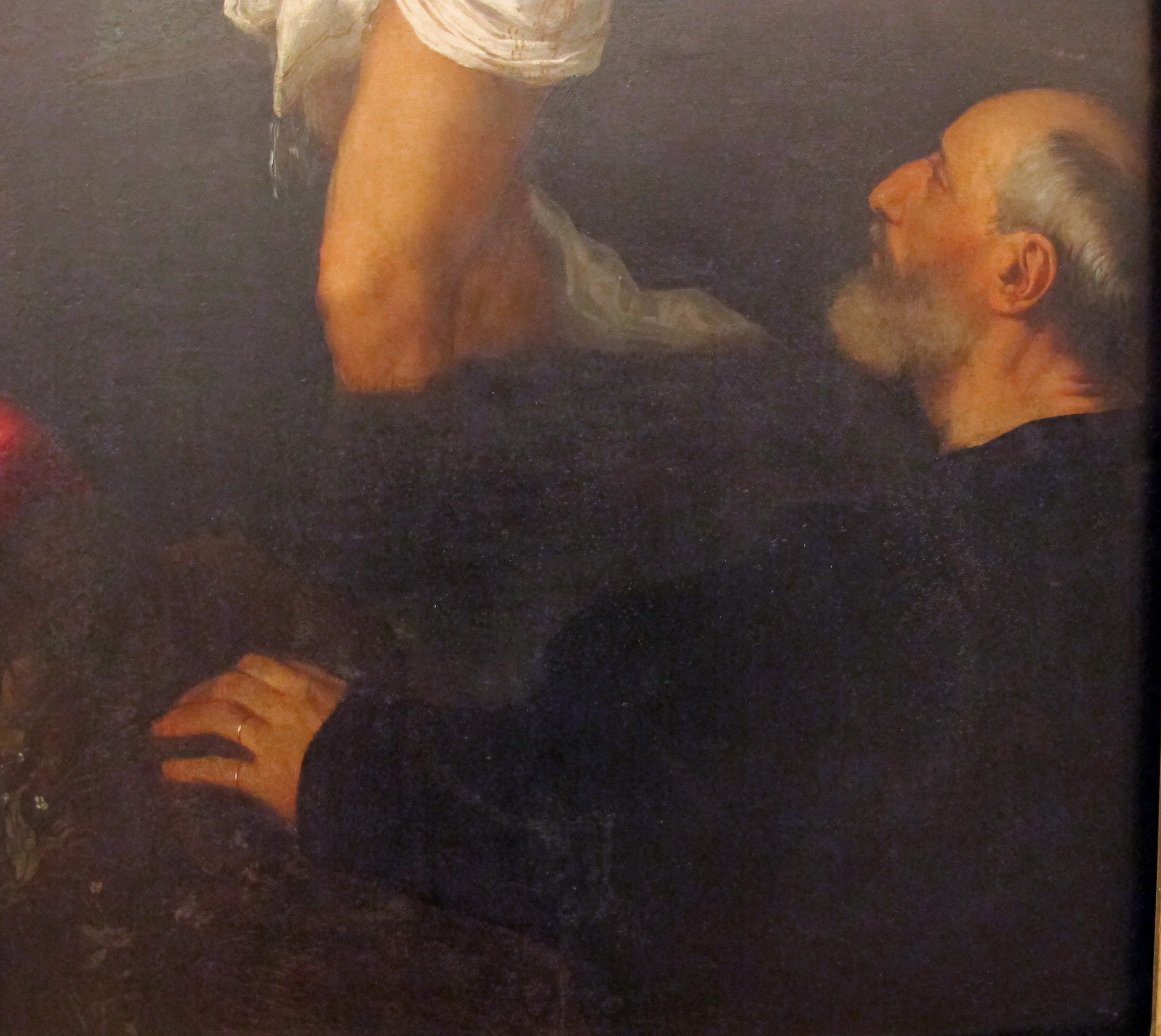
寄進者ジョヴァンニ・ラム

関連作品

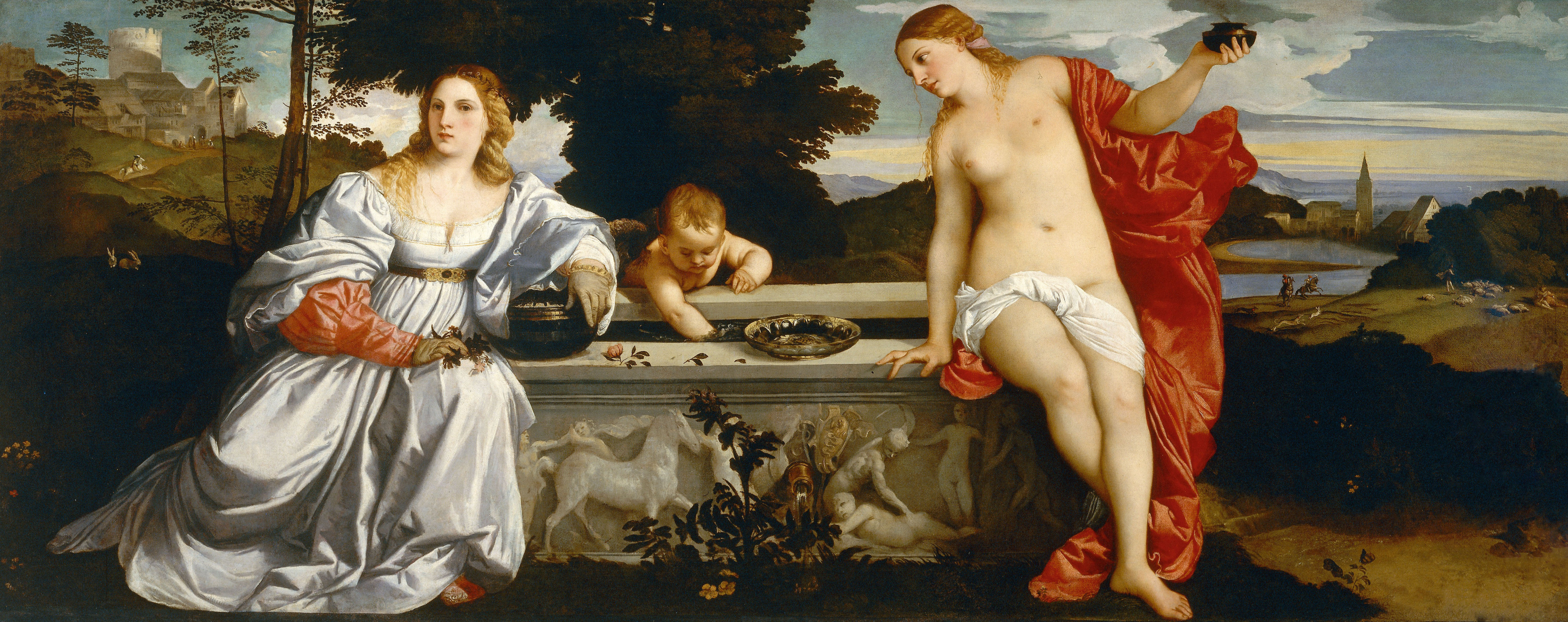
『聖愛と俗愛』1514年ごろ ボルゲーゼ美術館所蔵
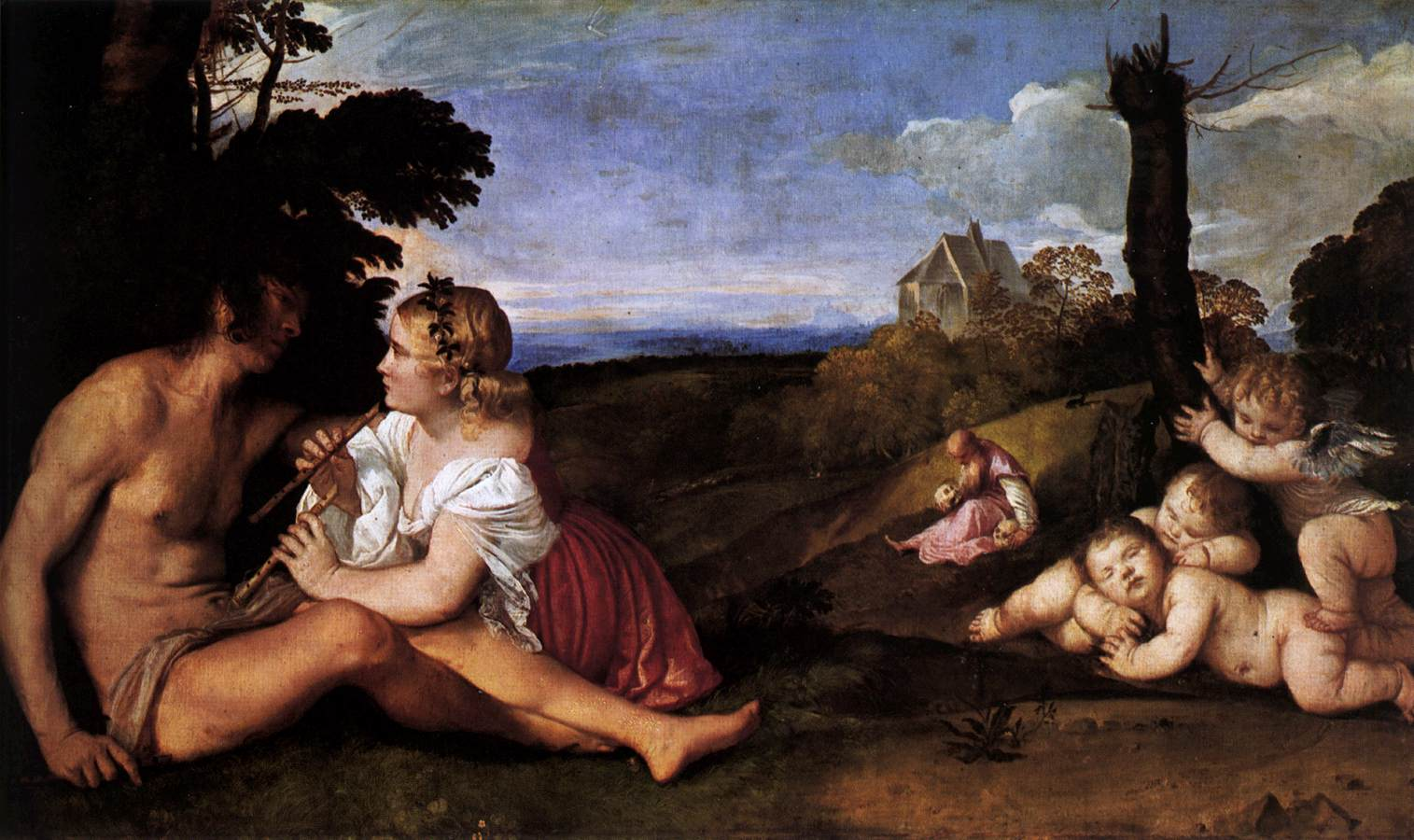
『人生の三つの時代』1512年-1514年ごろ スコットランド国立美術館所蔵